# كلود لي بيرون
كلود لي بيرون (بالفرنسية: Claude Le Péron)‏ (1948 - 2020)، هو عازف موسيقي فرنسي.
كلود من مواليد يوم 2 فبراير 1948 في مدينة فونتوني سو بوا. كانت البداية الفنيه سنه 1967. وتوفي في مدينة نانت يوم 24 يونيو 2020.

## روابط خارجية
- كلود لي بيرون على موقع IMDb (الإنجليزية)
- كلود لي بيرون على موقع ميوزك برينز (الإنجليزية)
- كلود لي بيرون على موقع ديسكوغز (الإنجليزية)